# Bellator 93
Bellator XCIII é um evento de MMA organizado pelo Bellator Fighting Championships, ocorrido no dia 21 de Março de 2013 no Androscoggin Bank Colisée em Lewiston, Maine. O evento foi transmitido ao vivo na Spike TV e teve como atração a Final do Torneio de Leves da Sétima Temporada.

## Background
Ben Saunders e Douglas Lima eram esperado para fazer uma revanche para decidir o vencedor do Peso Meio Médio da 8ª Temporada do Bellator. Porém, Lima quebrou sua mão e a luta foi atrasada até o fim do ano.
Os pesados Brett Rogers e Eric Prindle eram esperados para se enfrentar nesse card. Porém, na semana do evento foi anunciado que Prindle se retirou da luta com uma lesão.